# داني مورغان (ملاكم)
داني مورغان (بالإنجليزية: Danny Morgan)‏ (1961 بمنيابولس في الولايات المتحدة - ) هو ملاكم أمريكي، صنّف ضمن فئة الوزن المتوسط السوبر ‏.

## روابط خارجية
- داني مورغان على موقع بوكس ريك (الإنجليزية) (registration required)